# Юнссон, Густав (гимнаст)
Харальд Густав Юнссон (швед. Harald Gustaf Johnsson; 7 марта 1890, Мальмё — 11 декабря 1959, Вашингтон) — шведский гимнаст, чемпион летних Олимпийских игр 1908 года.
На Играх 1908 года в Лондоне Юнссон участвовал только в командном первенстве, в котором его сборная заняла первое место.

## Карьера
Густав родился в Мальме, Швеция в семье местной полиции. Юнссон был зачислен в качестве студента в Университете Лунда в 1909 году. В 1910 году он стал бакалавром искусств, а в 1914 — кандидатом юридических наук. Во время учёбы в университете, Густав сменил свою фамилию на Вайдел.